# Cumella longicaudata
Cumella longicaudata är en kräftdjursart som beskrevs av Petrescu, Iliffe och Serban M. Sarbu 1994. Cumella longicaudata ingår i släktet Cumella och familjen Nannastacidae. Inga underarter finns listade i Catalogue of Life.